# Avira Antivirus
Avira Antivirus（アビラ アンチウイルス）は、ドイツのAvira(en:Avira)が販売するアンチウイルスソフトウェアである。
ウイルス、マルウェア、アドウェア、スパイウェア、ルートキット対策の検出機能のみ持つAvira Free Antivirus、Freeバージョンにフィッシング対策やEメール保護、ドライブバイダウンロード攻撃対策、ゲームモード、Eメールや電話によるサポートなどを追加したAvira Antivirus Premiumと、Premiumバージョンにファイアウォール機能やバックアップ機能、アンチスパム機能、ペアレンタルコントロール機能などを付加したAvira Internet Securityが存在する。なお、Freeバージョンは非商用かつ私的利用に限り無償で利用できる。日本ではプロマーク社が法人向けに販売している。
個人向けのAviraシリーズのほかに、ワークステーション向けのAvira Professional Securityやサーバ向けのAvira Server Securityも用意されている。
かつてはAvira AntiVir（アビラ アンチヴィア）という製品名だったが、2012年版から国際市場を睨んでAvira Antivirusに名称を変更した。
2012年7月19日、クラウドベースのウイルス対策ソフト「Avira Protection Cloud」のプレビュー版を公開

## 特徴
本ソフトの特徴として、無料ソフト・有償ソフトの何れにおいても高い検出力が挙げられる。VB100% Awardを11回中10回（H+BEDV時代も合わせると27回中18回）受賞したほか、オーストリアの第三者機関であるAV-Comparativesが実施しているテストでは、常に上位に位置している。これらの評価機関での結果はたびたびニュースサイトなどでも取り上げられており、一面ではあるが本ソフトの性能を評価する指標となりうる。
また、定義ファイルによらない未知のウイルスの検出(ヒューリスティック検査)についても、AV-Comparativesが2008年11月に実施した未知ウイルス対策に重点を置いたテストでは、誤検出は他に比べて多かったもののAdvanced評価を得ており、検出率は16製品中1位であった。
無料で使用可能なFreeバージョンでは、定義ファイルの更新時にPremiumバージョンなどの有償版を購入するように求める旨の広告を表示している。
また、インストール時にAskツールバーの導入可否を選択することができる。
なお、有償版では広告の表示及びAskツールバーの実装はない。
日本法人である株式会社アビラ設立に伴い、日本語版が2009年12月1日にリリースされた。その後、2010年12月までの1年で、日本におけるユーザーが250万人を突破したことを公表している。2016年に日本語でのサポートを終了したもよう。

## Opera
2019年頃から新規インストールや更新を行う際にユーザーへの同意なしに中国の奇虎360傘下のオペラ・ソフトウェア製ウェブブラウザOperaがインストールされるようになった。